# Sadao Yamanaka
Sadao Yamanaka (jap. 山中貞雄 Yamanaka Sadao; ur. 7 listopada 1909 w Kioto, zm. 17 września 1938) – japoński reżyser i scenarzysta filmowy

## Życie i twórczość
Urodził się jako siódme dziecko w rodzinie rzemieślnika Kisoemona Yamanaki, wytwórcy wachlarzy. Kiedy Sadao miał 16 lat ojciec zmarł na wylew.
W szkole rozwinął się w nim entuzjazm i miłość do kina i po napisaniu pracy specjalistycznej zatytułowanej: „Kioto i przemysł filmowy”, został zatrudniony w małej wytwórni Makino. Z początku był asystentem reżysera Kintarō Inoue. Wśród członków ekipy zyskał sobie przydomek „dziennej latarni”, ponieważ jak wspominano, „ten wysoki chłopak po prostu stał za kamerą i nic nie robił”. Spoglądał jedynie jak reżyser kręci poszczególne ujęcia.
Samodzielnie Yamanaka zadebiutował w 1931. Jego pierwszy obraz zachwycił krytyka Matsuo Kishi, późniejszego przyjaciela Yamanaki. Recenzent ten napisał wtedy wyjątkowo długi artykuł o filmie.
W 1932 Yamanaka przeniósł się do nowo stworzonego studia Kanjuro Productions, poszukującego młodych twórców i nakręcił 4 kolejne produkcje. Po obejrzeniu drugiego dzieła reżysera, Kishi napisał: „To jego drugi film. Co za drugi film!” i zaproponował innemu twórcy, Yasujirō Ozu, spotkanie z Yamanaką.
Reżyser przez innego znawcę kina został obwołany zaszczytnym mianem największego odkrycia w kinie japońskim roku 1932. Jesienią 1933 Ozu, po zakończeniu 15-dniowego szkolenia wojskowego, zatrzymał się w Kioto. Odwiedził młodego filmowca w jego domu w dzielnicy Shimokamo. Jak wspomina, Yamanaka, ubrany był w ciemne kimono, miał na szyi zawieszony ręcznik, na nogach drewniaki geta i po przedstawieniu podał mu tylko rękę mówiąc: „Jestem Yamanaka”.
Ozu zdziwiła zwyczajność w kontraście z pięknem i niespotykaną impresją filmów tego twórcy. Reżyserów połączyła wielka przyjaźń.
W tym samym roku Yamanaka nakręcił Bangaku-no isshō, szeroko chwalony przez widownię i krytyków obraz. Przez niektórych znawców krytykowany był jednak za niekonwencjonalną konstrukcję. Pisano wtedy: „Ostatnia scena filmu powinna być przecież początkową”. Yamanace zarzucano zbyt wielkie odstępstwo od literackiego pierwowzoru. Widzowie zawsze byli przez reżysera zaskakiwani, ponieważ jak mówił jeden z jego znajomych: „Yamanaka zawsze ignorował oryginalne historie”, a przecież dobrze znali ekranizowane powieści.
W międzyczasie reżyser chodził od jednej wytwórni do drugiej w poszukiwaniu pracy, aż w 1935 dostał angaż w Nikkatsu. Nakręcił tam Tange Sazen yowa: Hyakuman ryō-no tsubo (1935) oraz Kōchiyama Sōshun (1936). Uwagę zwróciło pierwsze z dzieł. Pierwotnie planowane było jako sequel udanych filmów z 1928 i 1933. Reżyserem miał zostać twórca poprzednich części Daisuke Itō, ale po tym, jak odszedł do Tōhō, pracę powierzono Yamanace. Ten od razu wprowadził liczne zmiany w scenariuszu, do tego stopnia dalekie, że autor serii powieści o Sazenie Tange, Fubō Hayashi (prawdziwe nazwisko: Kaitarō Hasegawa), nakazał wykreślenie swojego nazwiska z napisów początkowych. Krytyka wytykała filmowi wycięcie sekwencji walk na miecze i wmontowanie w ich miejsce scen portretujących społeczeństwo okresu Edo. Yamanaka opublikował wtedy w czasopiśmie Eiga Hyoron obszerny artykuł zatytułowany „Dziennik bezczynnego człowieka”, w którym wyraził swój specyficzny sposób interpretacji stylistycznej i uczuciowej adaptacji literatury.
Krążyły opowieści o tym, że filmowiec przesiaduje w tawernach pijąc sake i pisząc scenariusze. Znany był z zamiłowania do alkoholu. 1 kwietnia Yamanaka przeniósł się na stałe do Tokio, co związane było z pracą w P.C.L. Nie przywykł do życia w stolicy, pisząc do Ozu: „Mogę smażyć wieprzowe kotlety w wytwórni, ale nie mogę znieść życia tutaj”.
Uwielbiał uprawiać nowe w Japonii sporty takie jak piłka nożna, baseball i w szczególności rugby. Grał już w szkole, ale po przeprowadzce z Kioto kontynuował swoją pasję. Przyjaciele mawiali nawet, że Yamanaka zna tylko te zakątki Tokio, które leżą w pobliżu parków piłkarskich.
W 1937 rozpoczął zdjęcia do swojego – jak się potem okazało – ostatniego filmu pt.: Ninjō-kami-fūsen ("Człowieczeństwo i papierowe balony". W głównych rolach reżyser po raz drugi obsadził aktorów z trupy Zenshin-za (pierwszy wspólny projekt – Machi-no irezumi mono, 1935). Wówczas na planie odwiedził Yamanakę początkujący w P.C.L. asystent, Akira Kurosawa. Widział jak przez kilka godzin kamerzyści i reszta ekipy cierpliwie czekała aż na niebie uformują się odpowiednie dla planowanego ujęcia chmury...
25 sierpnia tego samego roku, w dniu premiery najnowszego dzieła, Yamanaka został powołany do armii. Stacjonował w Mandżurii. W 1938 r. na linii frontu odwiedził go Ozu, także służący w wojsku.
W dniu 17 września kapral piechoty Cesarskiej Armii Japońskiej, Sadao Yamanaka, zmarł w szpitalu polowym w wyniku zachorowania na dyzenterię. Swoją ostatnią wolę zakończył apelem do przyjaciół: „Proszę, róbcie dobre filmy”. 29-letni reżyser po 6 latach kariery pozostawił po sobie 22 filmy – wojnę przetrwały jedynie 3 z nich.

## Styl
Yamanaka przyczynił się do ogromnego rozwoju gatunku jidai-geki. Jego filmy charakteryzowały się minimalizmem form, ubóstwem dekoracji. Potrafił materialnym przedmiotom nadawać wyraz uduchowienia, nowego wymiaru estetycznego. Wyznawał zasadę nieograniczonej wolności twórczej, interpretatorskiej. Mimo iż filmy zaczął kręcić pod wpływem oglądania produkcji z USA, kochał motywy rdzennie japońskie. Korzystał z tradycyjnych konwencji teatru kabuki oraz kōdan (tradycyjnej sztuki narracji) jako najlepszych, najbardziej zwięzłych i odpowiednich dla jego natury i wyrazistego sposobu ekspresji filmowej.
Mimo iż był autorem dramatów historycznych, można było w nich wyczuć liczne podteksty odnoszące się do ówczesnej sytuacji społecznej w zmilitaryzowanym kraju. Dążył do możliwie największego realizmu w opowiadanej historii, mistrzostwa w dialogach. Warsztatowo preferował zbliżony do Ozu typ ujęcia kamery umieszczonej na średniej wysokości.

## Filmografia
Trzy ocalałe filmy:
- 1935 Tange Sazen yowa: Hyakuman ryō-no tsubo 丹下左膳余話 百萬両の壺
- 1936 Kōchiyama Sōshun 河内山宗俊
- 1937 Ninjō-kami-fūsen (Człowieczeństwo i papierowe balony) 人情紙風船